# Friedrich Bagdons

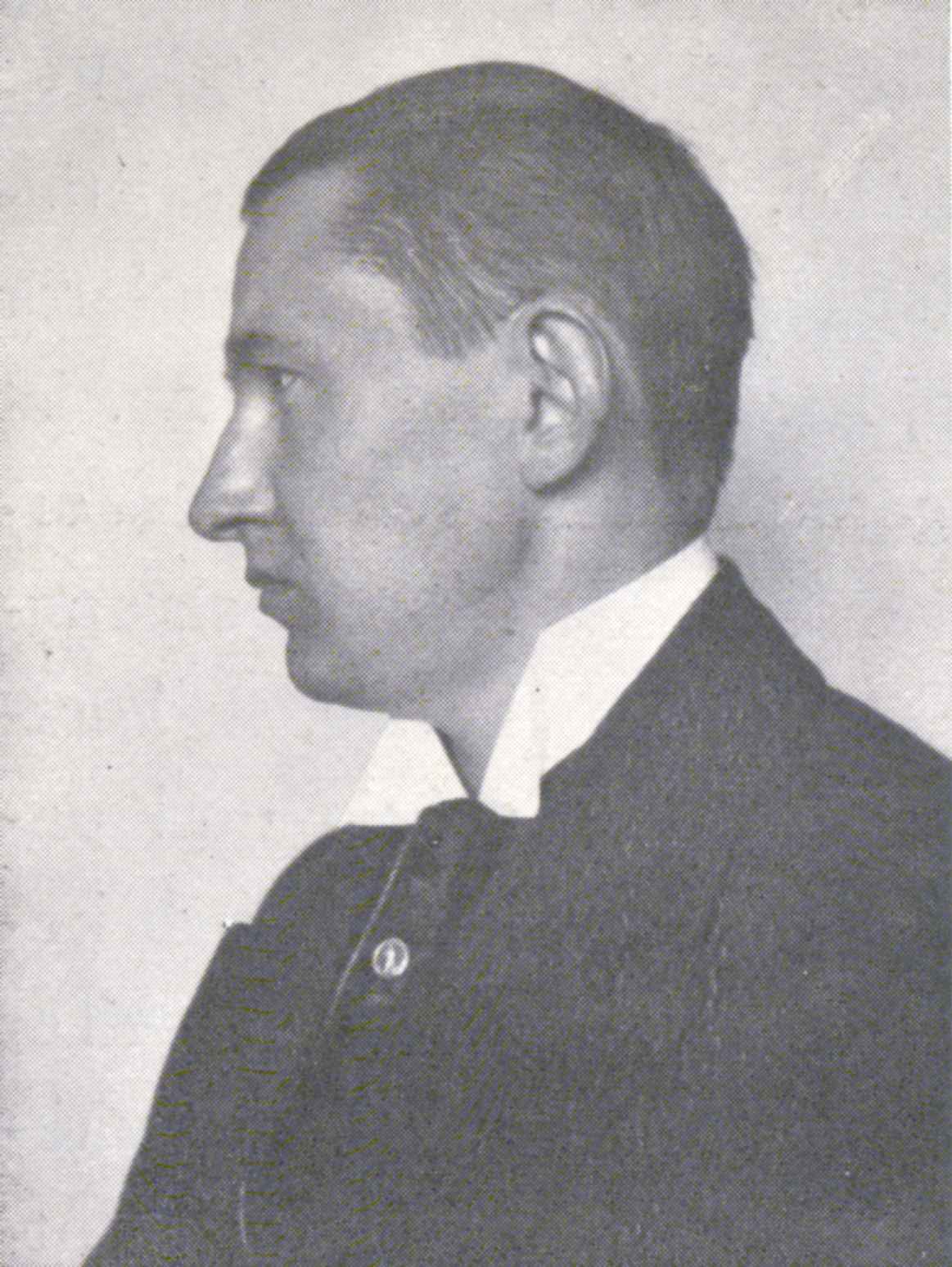
Friedrich Bagdons, um 1916

Friedrich Bagdons (* 7. August 1878 in Kowarren, Ostpreußen; † 7. März 1937 in Dortmund) war ein deutscher Bildhauer.

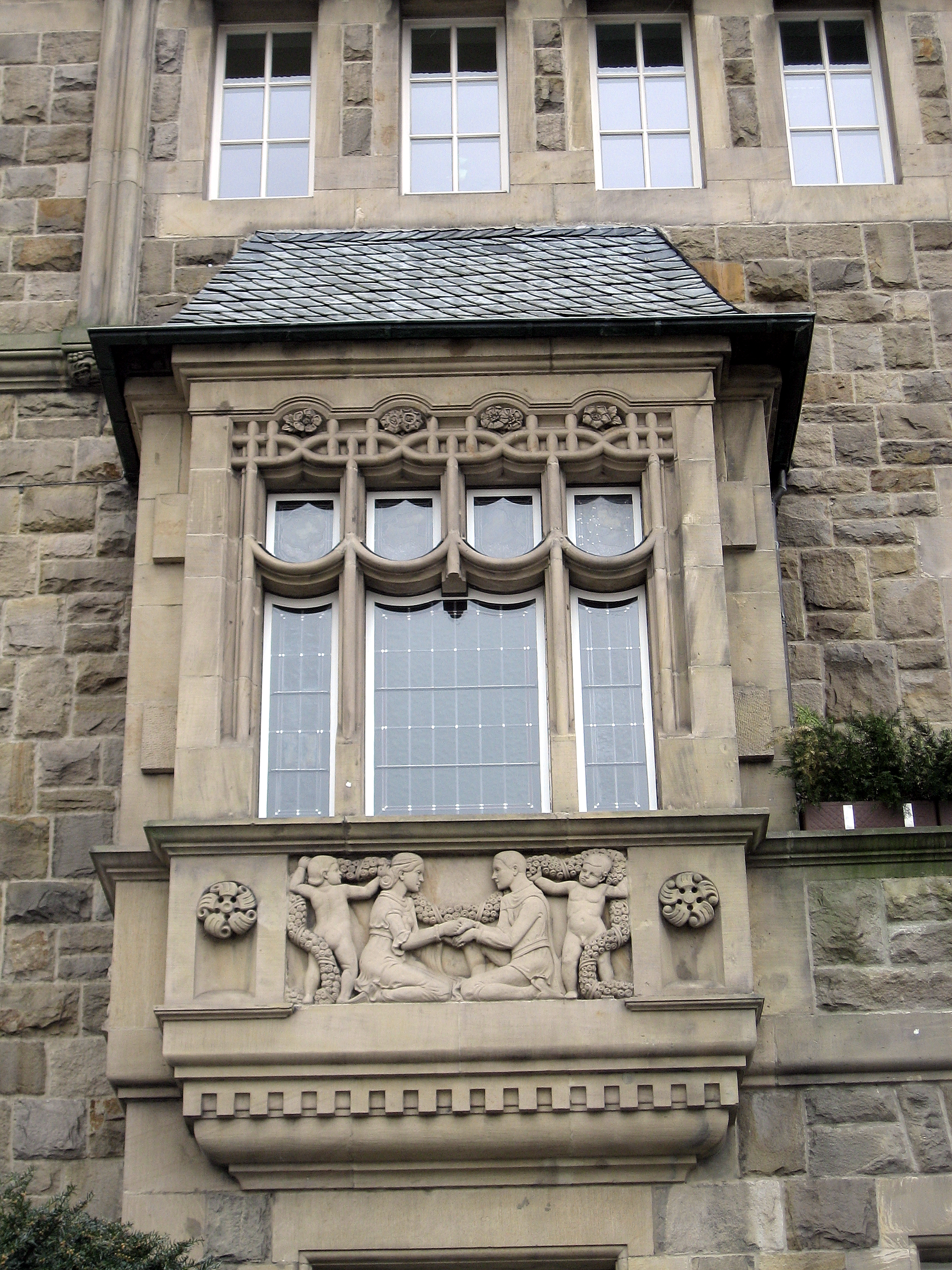
Hochzeitsrelief am Rathaus Wetter (1909)

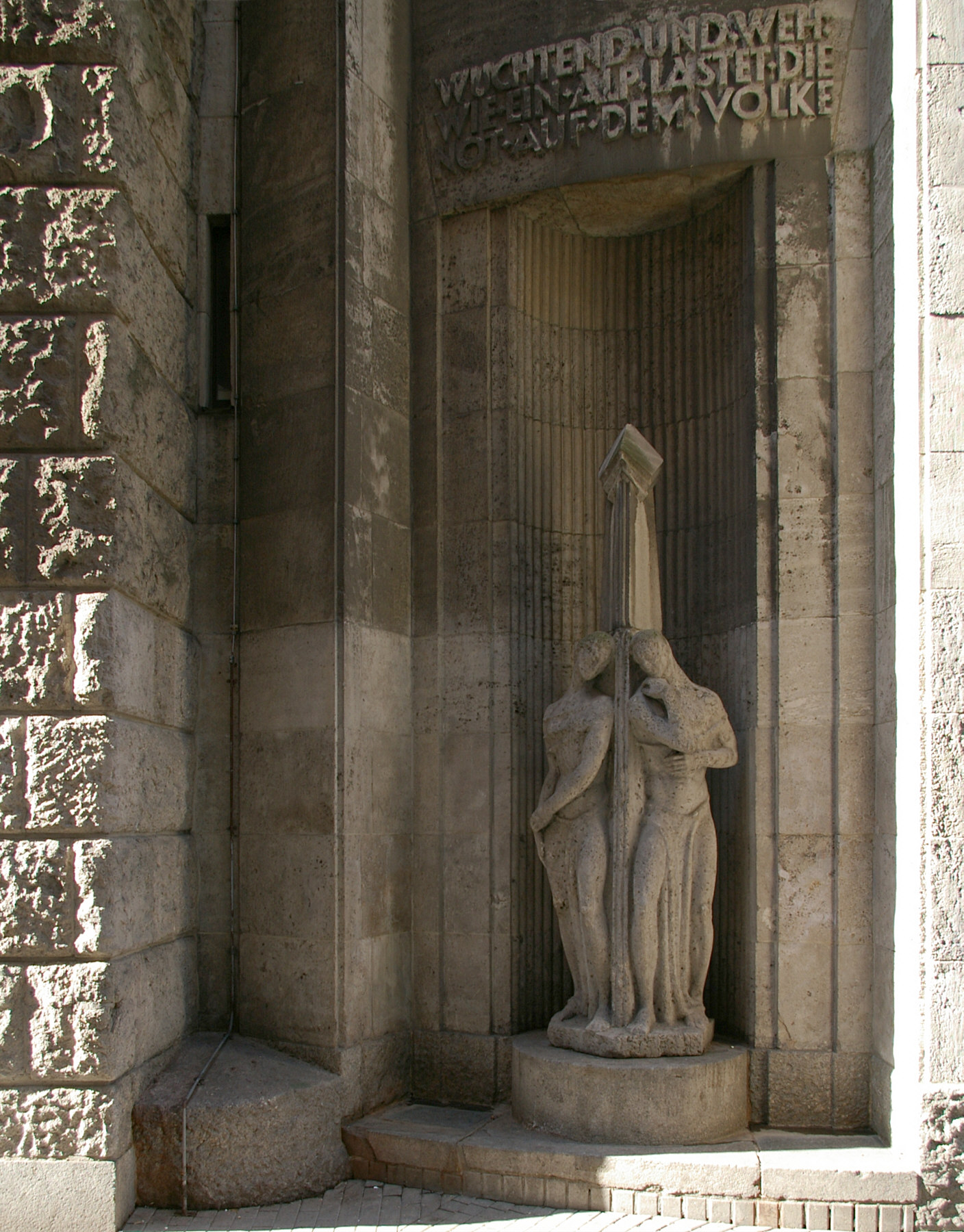
Stadtsparkasse Dortmund, Detail (1924)

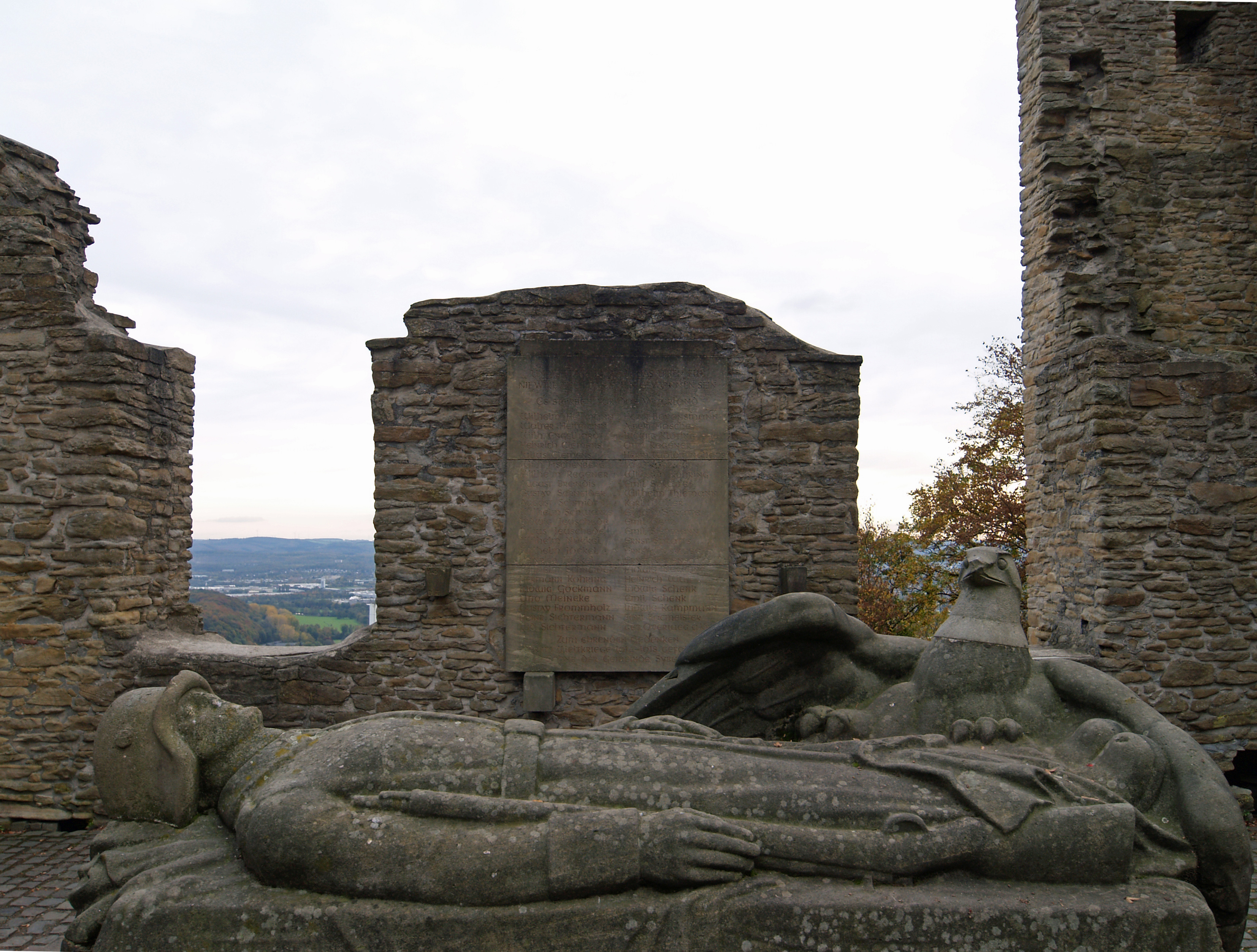
Kriegerdenkmal Hohensyburg (1930)

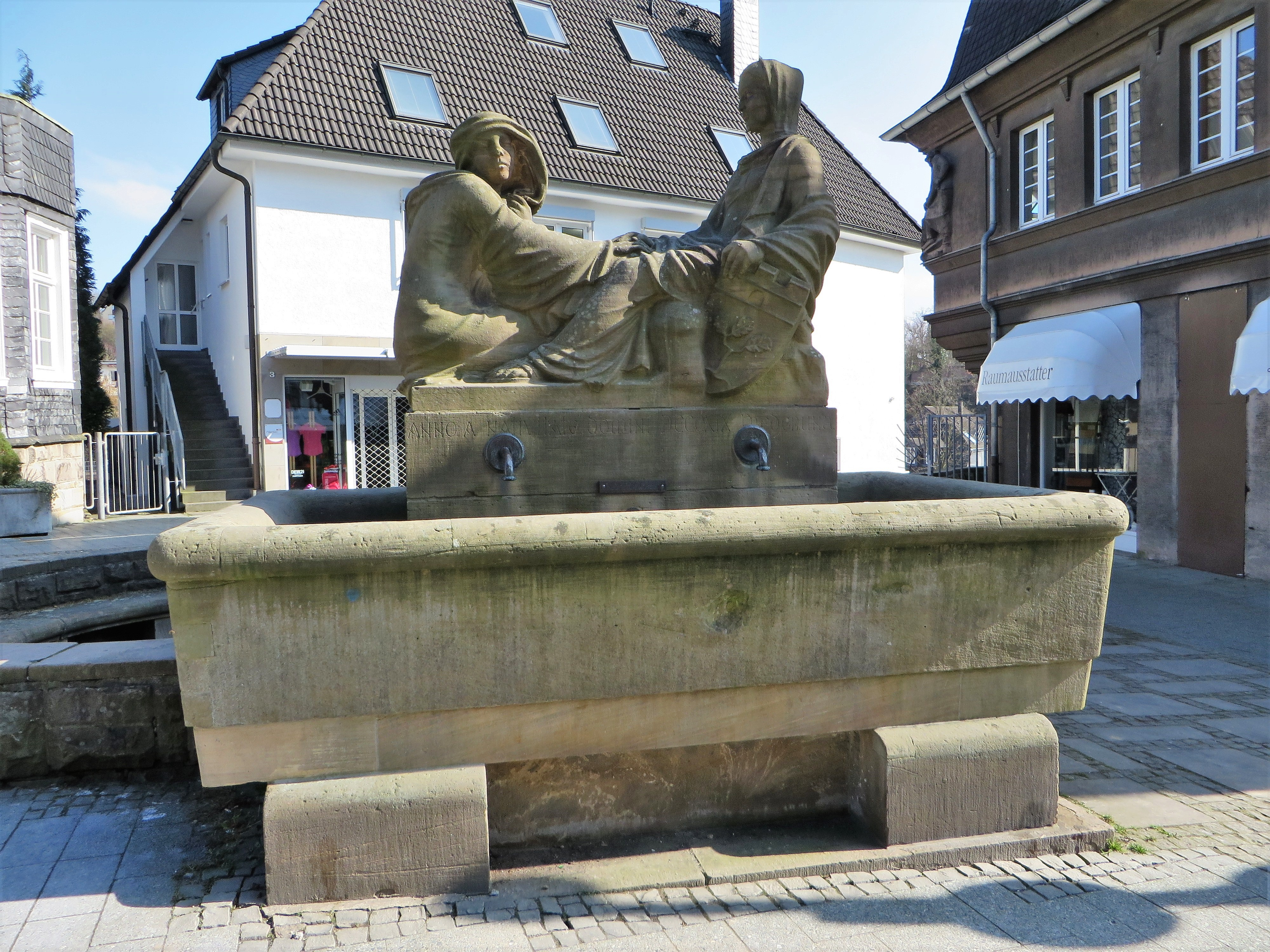
Frederuna-Brunnen, Herdecke (1927)

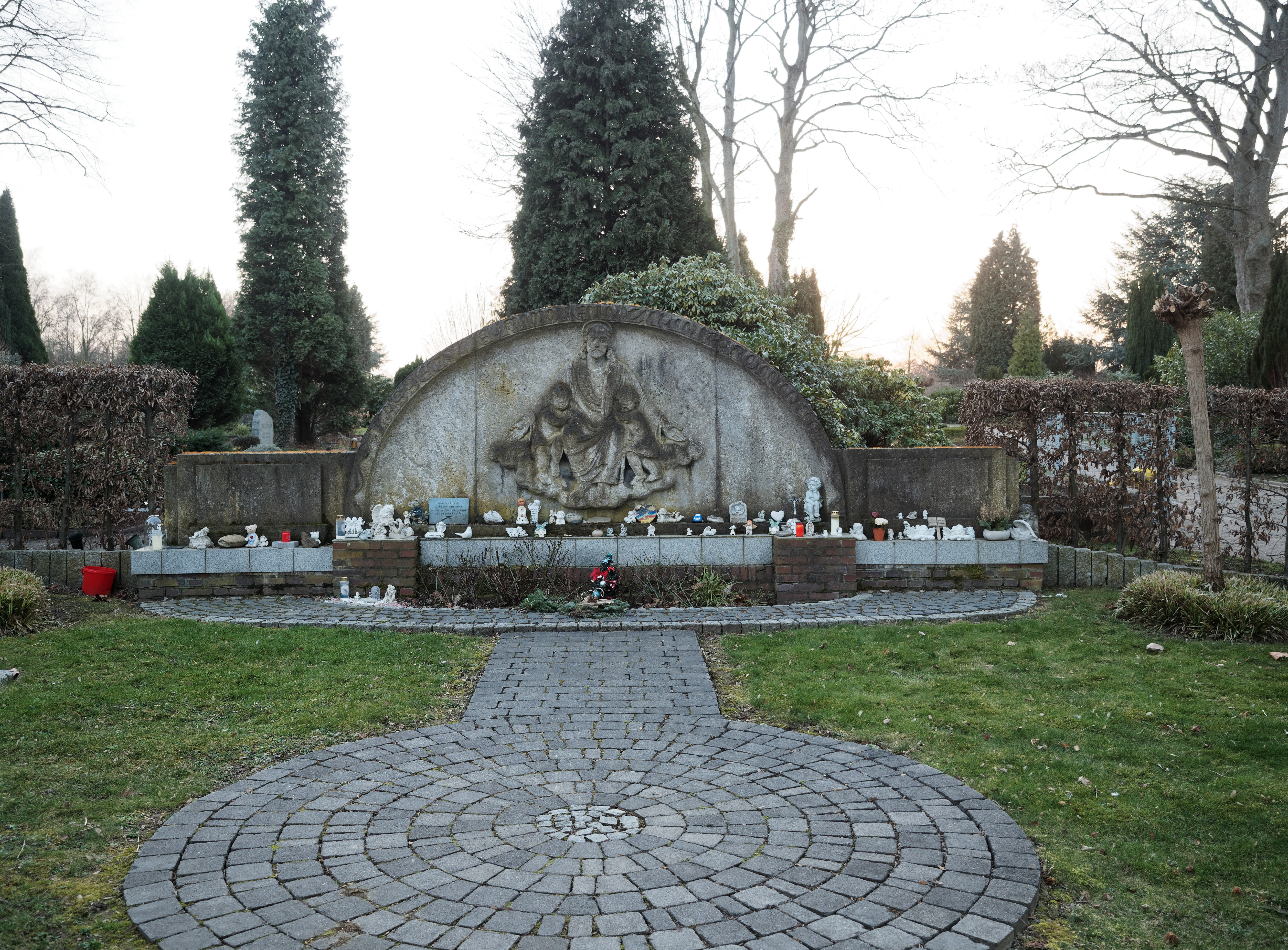
Denkmal für die an Pilzvergiftung gestorbenen Kinder

## Leben
Friedrich Bagdons wurde am 7. August 1878 im ostpreußischen Kowarren geboren. Er absolvierte zunächst eine Ausbildung zum Holzbildhauer in Königsberg und studierte anschließend ab 1895 Bildhauerei an der Unterrichtsanstalt des Kunstgewerbemuseums Berlin. Zu seinen Lehrern gehörten Wilhelm Haverkamp, Fritz Heinemann und Karl Ludwig Manzel. Dieses Studium schloss er 1902 wohl erfolgreich ab.
Vier Jahre später wurde er an die neu gegründete Dortmunder Handwerker- und Kunstgewerbeschule als Leiter der Bildhauerklasse berufen. Zu seinen Schülern zählten der Kirchenraumgestalter Friedrich Press und die Tochter des Hoesch-Betriebsdirektors Emil Bohnstengel, Margarete, die er am 2. August 1913 heiratete.
Friedrich Bagdons erstes prominentes Werk war ein Entwurf für Holztüren des Neuen Marstalls in Berlin. Nach Beginn seiner Lehrtätigkeit in Dortmund erhielt er öffentliche und private Aufträge. Erste größere Aufträge ergaben sich, bedingt durch den Ersten Weltkrieg, als er Nagelfiguren in Dortmund und Hagen sowie ein Kriegerdenkmal in Recklinghausen schuf. In den Nachkriegsjahren gestaltete er vor allem Kriegerdenkmäler, diese auch außerhalb Westfalens in Freudenstadt und Baden-Baden. 1927 erhielt er vom Westfälischen Provinziallandtag den Staatsauftrag für eine Monumentalbüste des verstorbenen Reichspräsidenten Friedrich Ebert.
Bagdons war deutschnationaler Gesinnung, dennoch erhielt er nach der Machtergreifung der Nationalsozialisten Berufs- und Lehrverbot. Als Reaktion darauf schuf Bagdons eine Büste Adolf Hitlers, so dass das Verbot bereits 1934 wieder aufgehoben wurde. Sein letztes vollendetes Werk war eine Kolossalstatue des Reichspräsidenten Paul von Hindenburg im Tannenberg-Denkmal, die er 1935 fertigstellte. Im vorausgegangenen Wettbewerb konnte er sich unter anderem gegen Fritz Klimsch durchsetzen. Friedrich Bagdons starb am 7. März 1937 in Dortmund.
Sein künstlerisches Werk umfasst verschiedene Kunststile: vom historistischen Frühwerk über Jugendstil und Andeutungen von Expressionismus bis hin zur Staatskunst des Nationalsozialismus.

## Werke
- 1909: Hochzeitsrelief am Rathaus Wetter
- 1911: Portalputti für das Kunst- und Gewerbemuseum Dortmund (heute magaziniert)[2]
- 1915: Nagelfigur Eiserner Reinoldus in Dortmund (im Zweiten Weltkrieg zerstört)
- um 1915: Nagelfigur Eiserner Schmied in Hagen (im Stadtmuseum Hagen)
- 1916: Kriegerdenkmal Eiserner Bergmann bzw. Bergmannssäule am Kunibertitor in Recklinghausen, 1960 zum Drissenplatz versetzt
- 1917: weibl. Figur für das Grabmal Altmann auf dem Friedhof Ohlsdorf in Hamburg[3]
- 1920: Reliefarbeiten für das Verwaltungsgebäude Union in Dortmund, Rheinische Straße 173 (Architekten D. & K. Schulze)
- 1922: Denkmal für 31 infolge einer Pilzvergiftung gestorbene Kinder auf dem katholischen Friedhof an der Wittener Straße in Castrop-Rauxel[4]
- 1923–1924: allegorische Figuren für das Büro- und Geschäftshaus der Sparkasse Dortmund (seit 1983 Museum für Kunst und Kulturgeschichte Dortmund) in Dortmund, Hansastraße 3 / Museumsgasse (Architekt Hugo Steinbach; unter Denkmalschutz)
- 1924: Ehrenmal auf dem Südwestfriedhof Dortmund (Architekt Hans Strobel)[5]
- 1925: Denkmal für die  bei einer Schlagwetterexplosion ums Leben gekommenen 136 Bergleute der Zeche Minister Stein auf dem Dortmunder Nordfriedhof
- 1927: Frederuna-Brunnen in Herdecke, Hauptstraße (unter Denkmalschutz)
- 1928–1929: künstlerische Ausstattung im Polizeipräsidium Bochum[6]
- um 1930: Kriegerdenkmal in der Ruine der Hohensyburg in Dortmund
- 1935: Hindenburg-Standbild im Tannenberg-Denkmal bei Hohenstein (Ostpreußen) (gegen Ende des Zweiten Weltkriegs zerstört)